# سلیسیتر کل ایالات متحده آمریکا
سلیسیتر کل ایالات متحده آمریکا (انگلیسی: Solicitor General of the United States) سومین مقام عالی رتبه در وزارت دادگستری ایالات متحده آمریکا (هم رتبه با معاون دادستان کل آمریکا) است. سلیسیتر کل ایالات متحده آمریکا شخصی است که منصوب شده تا دولت فدرال ایالات متحده آمریکا را در پیشگاه دیوان عالی ایالات متحده آمریکا نمایندگی کند.
سلیسیتر کل تعیین می‌کند ایالات متحده آمریکا در دیوان عالی چه موضع قانونی اتخاذ می‌کند. دفتر سلیستر کل علاوه بر نظارت و انجام پرونده‌هایی که حکومت یکی از طرفین آن است، در پرونده‌هایی که حکومت فدرال در آنها منافع شایان توجهی دارد، amicus curiae تقدیم دادگاه می‌کند.